# 多肋桤叶树
多肋桤叶树（学名：Clethra kaipoensis var. polyneura）为桤叶树科桤叶树属下的一个变种。

## 扩展阅读
- 維基物種上的相關：多肋桤叶树